# Michał Waszyński
Michał Waszyński (29 de septiembre de 1904 - 20 de febrero de 1965) fue director de cine polaco. Comenzó trabajando en Polonia, luego en Italia y más tarde fue productor de importantes películas estadounidenses y españolas. 
En 1929 debutó como director de cine independiente. En 1939 había creado 37 largometrajes, en su mayoría comedias. Sin embargo, su obra más significativa fue El Dybbuk de 1937, con diálogos en yiddish, un monumento a la rica vida cultural de los judíos de Europa del Este antes del Holocausto.
Después del estallido de la Segunda Guerra Mundial, Waszyński huyó al este, a Białystok , que fue ocupada por tropas soviéticas después del 17 de septiembre de 1939 de acuerdo con el Pacto Ribbentrop-Molotov. Bajo el dominio soviético, Waszyński se convirtió en director de teatro en Białystok y luego en Moscú. Después de que las tropas alemanas atacaran la Unión Soviética en junio de 1941, Waszyński logró unirse al ejército polaco formado por el general Władysław Anders y abandonar la Unión Soviética y viajar a través de Persia y Egipto hasta Italia y participar como camarógrafo en la batalla de Monte Cassino.
Sus créditos incluyen El americano impasible (1958) (productor asociado), El Cid (1961) y La caída del Imperio Romano (1964) (productor ejecutivo y productor asociado). Además, se presentó como el descubridor de Audrey Hepburn y Sophia Loren.

## Muerte
Murió de un ataque cardíaco el 20 de febrero de 1965 en Madrid y fue enterrado en un ceremonioso funeral católico romano en Roma.

## Filmografía (selección)
- William Tell (1949)
- La Grande strada (1948)
- Fire Over the Sea (1947)
- The Unknown Man of San Marino (1946)
- Wielka droga (1946)
- Monte Cassino (1944)
- Mp. Adama i Ewy (1944)
- Dzieci (1943)
- Pobyt generala Wl. Sikorskiego na Srodkowym Wschodzie (1943)
- Polska parada (1943)
- Kronika wojenna nr 1 (1942)
- Marsz do wolnosci (1942)
- Od pobudki do capstrzyku (1942)
- The Three Hearts (1939)
- U kresu drogi (1939)
- The Vagabonds  (1939)
- Serce matki (1938)
- Gehenna (1938)
- Profesor Wilczur (1938)
- Ostatnia brygada (1938)
- Druga młodość (1938)
- Kobiety nad przepaścią (1938)
- Rena (1938)
- El Dybbuk (1937)
- Znachor (1937)
- Papa się żeni (1936)
- Bohaterowie Sybiru (1936)
- Dodek na froncie (1936)
- 30 karatów szczęścia (1936)
- Będzie lepiej (1936)
- Bolek i Lolek (1936)
- Nie miała baba kłopotu (1935)
- Panienka z poste restante (1935)
- Wacuś (1935)
- Jaśnie pan szofer (1935)
- ABC miłości (1935)
- Antek policmajster (1935)
- Czarna perła (1934)
- Kocha, lubi, szanuje (1934)
- Pieśniarz Warszawy (1934)
- Parada rezerwistów (1934)
- Co mój mąż robi w nocy (1934)
- Zabawka (1933)
- Prokurator Alicja Horn (1933), codirección con Marta Flantz[2]
- Dvanáct kresel (1933)
- Jego ekscelencja subiekt (1933)
- Sto metrów miłości (1932)
- Głos pustyni (1932)
- Bezimienni bohaterowie (1932)
- Uwiedziona (1931)
- Niebezpieczny romans (1930)
- Kult ciała (1930)
- Pod banderą miłości (1929)
- Jealousy (1922)